# Prochironomus pallidus
Prochironomus pallidus är en tvåvingeart som först beskrevs av Jean-Jacques Kieffer 1909.  Prochironomus pallidus ingår i släktet Prochironomus och familjen fjädermyggor.
Artens utbredningsområde är Tyskland. Inga underarter finns listade i Catalogue of Life.